# 119th Wing

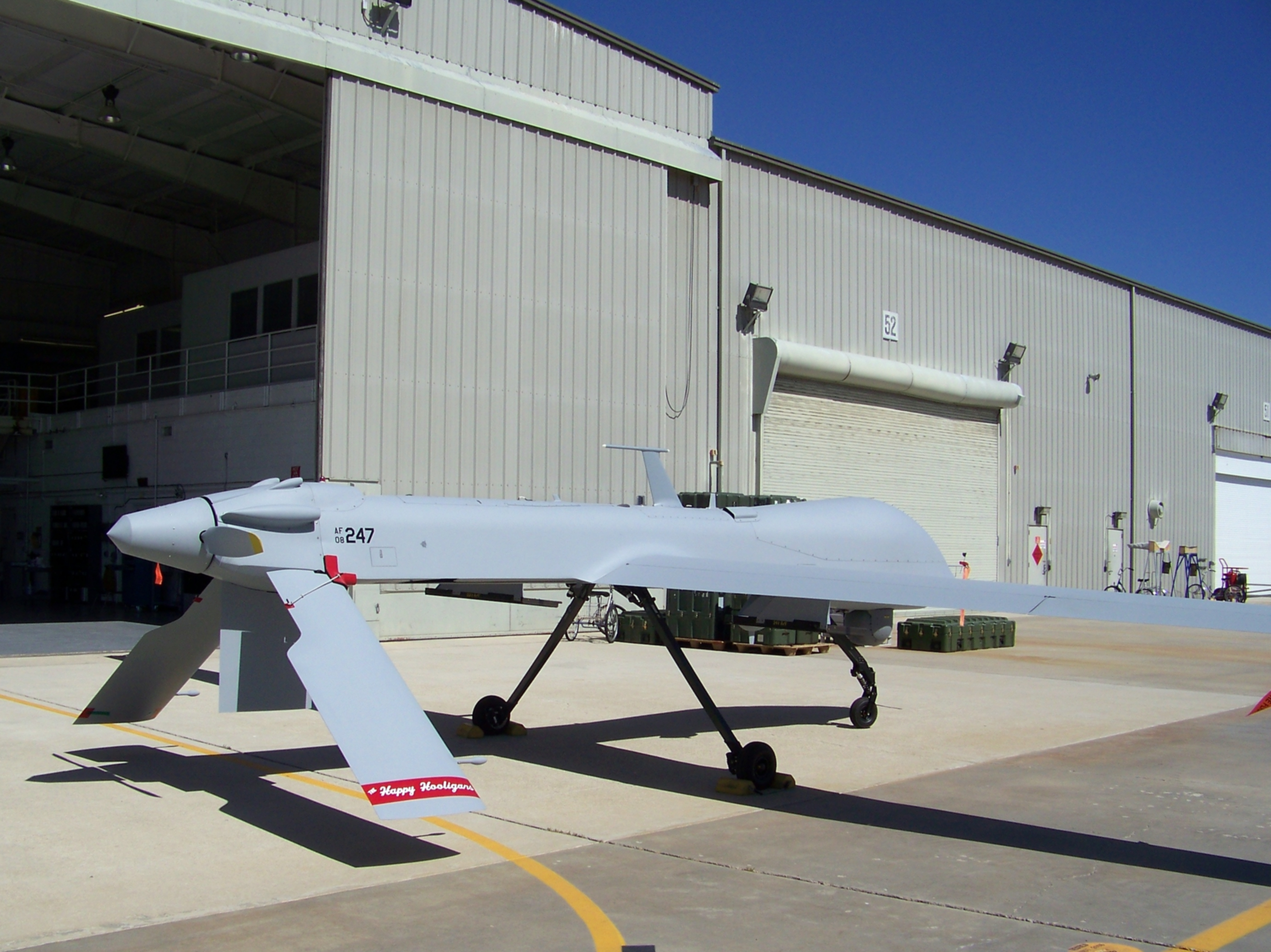
MQ-9 Reaper dello Stormo

Il 119th Wing è uno stormo composito della Dakota del Nord Air National Guard. Riporta direttamente alla First Air Force quando attivato per il servizio federale. Il suo quartier generale è situato presso la Fargo Air National Guard Base, nel Dakota del Nord.

## Organizzazione
Attualmente, al settembre 2017, lo stormo controlla:
- 119th Operations Group, codice visivo di coda ND, striscia di coda rossa con scritta Happy Hooligans bianca
  -  178th Attack Squadron - Equipaggiato con MQ-9 Reaper
  - 119th Operations Support Squadron
  - 119th Maintenance Squadron
- 119th Intelligence, Surveillance and Reconnaissance Group
  - 176th Intelligence Squadron
  - 177th Intelligence Squadron
  - 119th Intelligence Support Squadron
- 119th Mission Support Group
  - 119th Civil Engineer Squadron
  - 119th Force Support Squadron
  - 119th Logistics Readiness Squadron
  - 119th Security Forces Squadron
  - 219th Security Forces Squadron, distaccato presso la Minot Air Force Base, Dakota del Nord, in supporto al 91st Missile Wing.
- 119th Medical Group